# Listă de filme cu acțiunea în viitor
Această este o listă de filme cu acțiunea în viitor. Ea include și filmele care au setată data acțiunii în viitor față de data producției, dar în trecut față de prezent.
| Film                                          | An apariție | An acțiune     |
| --------------------------------------------- | ----------- | -------------- |
| 1. April 2000                                 | 1952        | 2000           |
| 12 Monkeys                                    | 1995        | 1996 - 2028    |
| 1984                                          | 1956        | 1984           |
| 2001: A Space Odyssey                         | 1968        | 2001           |
| 2009 Lost Memories                            | 2002        | 2009           |
| 2010: The Year We Make Contact                | 1984        | 2010           |
| 2012                                          | 2009        | 2010 - 2012    |
| 2019, After the Fall of New York              | 1983        | 2019           |
| 2046                                          | 2004        | 2046           |
| 2081                                          | 2009        | 2081           |
| 24: Redemption                                | 2008        | 2017           |
| 964 Pinocchio                                 | 1991        | nespecificat.  |
| A Boy and His Dog                             | 1974        | 2024           |
| A Clockwork Orange                            | 1971        | 1995           |
| A Scanner Darkly                              | 2006        | 2013           |
| A Sound of Thunder                            | 2005        | 2055           |
| A Trip to the Moon                            | 1902        | nespecificat.  |
| A.I. Artificial Intelligence                  | 2001        | c. 2050 - 4050 |
| A.P.E.X.                                      | 1994        | 2073           |
| Aachi & Ssipak                                | 2006        | nespecificat.  |
| Acción mutante                                | 1993        | nespecificat.  |
| Adrenalin: Fear the Rush                      | 1996        | 2007           |
| Aelita                                        | 1924        | nespecificat.  |
| Æon Flux                                      | 2005        | 2415           |
| Akira                                         | 1988        | 2019           |
| Alien                                         | 1979        | 2122           |
| Alien 3                                       | 1992        | 2179           |
| Alien Intruder                                | 1993        | 2022           |
| Alien Nation                                  | 1988        | 1991           |
| Alien Resurrection                            | 1997        | 2379           |
| Aliens                                        | 1986        | 2179           |
| Americathon                                   | 1979        | 1998           |
| An Adventure Through Time                     | 2007        | 2008 - c. 2900 |
| Android                                       | 1982        | 2036           |
| Vandaag of Morgen                             | 1976        | nespecificat.  |
| Appleseed                                     | 2004        | 2131           |
| Appleseed Ex Machina                          | 2007        | 2135           |
| Arcadia of My Youth                           | 1982        | c. 2960        |
| Arena                                         | 1989        | 4038           |
| Ark                                           | 2004        | nespecificat.  |
| Armitage III: Dual-Matrix                     | 2002        | 2185           |
| Astro Boy                                     | 2009        | nespecificat.  |
| Automatic                                     | 1994        | 2033           |
| Avalon                                        | 2001        | nespecificat.  |
| Avatar                                        | 2004        | nespecificat.  |
| Avatar                                        | 2009        | 2154           |
| Babylon A.D.                                  | 2008        | 2027           |
| Back to the Future Part II (partially)        | 1989        | 2015           |
| Barb Wire                                     | 1996        | 2017           |
| Barbarella                                    | 1968        | c. 4000        |
| Battle for Terra                              | 2009        | nespecificat.  |
| Battle for the Planet of the Apes             | 1973        | 2001           |
| Uchu daisenso                                 | 1959        | 1965           |
| Battlefield Earth                             | 2000        | 3000           |
| Beneath the Planet of the Apes                | 1970        | 3955           |
| Beowulf                                       | 1999        | nespecificat.  |
| Beyond The Time Barrier                       | 1960        | 2024           |
| Beyond the Universe                           | 1981        | c. 2001        |
| Bicentennial Man                              | 1999        | 2005 - 2205    |
| Bill & Ted's Bogus Journey                    | 1991        | 2691           |
| Bill & Ted's Excellent Adventure (partially)  | 1989        | 2688           |
| Blade Runner                                  | 1982        | 2019           |
| Blood Car                                     | 2007        | nespecificat.  |
| Bounty Hunter "2002"                          | 1994        | 2002           |
| Brazil                                        | 1985        | nespecificat.  |
| 1990: I guerrieri del Bronx                   | 1982        | 1990           |
| Buck Rogers in the 25th Century               | 1979        | 2491           |
| Captive Women                                 | 1952        | 3000           |
| Casshern                                      | 2004        | c. 2075        |
| Cherry 2000                                   | 1987        | 2017           |
| Children of Men                               | 2006        | 2027           |
| Chrysalis                                     | 2007        | 2025           |
| Circuitry Man                                 | 1990        | nespecificat.  |
| City Beneath the Sea                          | 1970        | c. 2001        |
| City of Ember                                 | 2008        | nespecificat.  |
| Class of 1999 II: The Substitute              | 1994        | 1999           |
| Class of 1999                                 | 1990        | 1999           |
| Click                                         | 2006        | 2007 - 2030    |
| Code 46                                       | 2003        | c. 2050        |
| Conquest of Space                             | 1955        | nespecificat.  |
| Conquest of the Planet of the Apes            | 1972        | 1991           |
| Court of Lonely Royals                        | 2006        | nespecificat.  |
| Cowboy Bebop: The Movie                       | 2001        | 2071           |
| Crash and Burn                                | 1990        | nespecificat.  |
| Creature                                      | 1985        | nespecificat.  |
| Creepozoids                                   | 1987        | 1998           |
| Crime Zone                                    | 1988        | nespecificat.  |
| Crimes of the Future                          | 1970        | 1997           |
| Crimetime                                     | 1996        | nespecificat.  |
| Cross Country 8000                            | 2000        | 8000           |
| Cyborg 2                                      | 1993        | 2074           |
| Cyborg 2087                                   | 1966        | 2087           |
| Cyborg 3: The Recycler                        | 1994        | nespecificat.  |
| Cypher                                        | 2002        | nespecificat.  |
| Daleks - Invasion Earth 2150 AD               | 1966        | 2150           |
| Damnation Alley                               | 1977        | 1979           |
| Dante 01                                      | 2008        | nespecificat.  |
| Dark Star                                     | 1974        | c. 2150        |
| Darkdrive                                     | 1996        | nespecificat.  |
| Das Arche Noah Prinzip                        | 1984        | 1997           |
| Day Zero                                      | 2007        | nespecificat.  |
| Daybreak                                      | 1993        | nespecificat.  |
| Daybreakers                                   | 2010        | 2019           |
| Dead End Drive-In                             | 1986        | c. 1995        |
| Dead Leaves                                   | 2004        | nespecificat.  |
| Death Machine                                 | 1994        | c. 2000        |
| Death Race                                    | 2008        | 2012           |
| Death Race 2000                               | 1975        | 2000           |
| Death Racers                                  | 2008        | 2033           |
| Deathlands: Homeward Bound                    | 2003        | nespecificat.  |
| Deathsport                                    | 1978        | 3000           |
| Demolition Man                                | 1993        | 2032           |
| Destroy All Monsters                          | 1968        | c. 1999        |
| Deterrence                                    | 1999        | 2008           |
| Die Arche                                     | 1919        | nespecificat.  |
| Banlieue 13                                   | 2004        | 2010           |
| District 9                                    | 2009        | 2010           |
| Doctor Who                                    | 1996        | 1999           |
| Doom                                          | 2005        | 2046           |
| Doom Runners                                  | 1997        | nespecificat.  |
| Doomsday                                      | 2008        | 2037           |
| Double Dragon                                 | 1994        | 2007           |
| Dragonfight                                   | 1990        | nespecificat.  |
| Dune                                          | 1984        | 21,266         |
| Encrypt                                       | 2003        | 2068           |
| Endgame                                       | 1983        | 2025           |
| End of Evangelion                             | 1997        | 2015           |
| Enemy Mine                                    | 1985        | c. 2100        |
| Equilibrium                                   | 2002        | 2072           |
| Escape from L.A.                              | 1996        | 2013           |
| Escape from New York                          | 1981        | 1997           |
| Escape from the Bronx                         | 1983        | nespecificat.  |
| Escape from the Planet of the Apes            | 1971        | 1973           |
| Event Horizon                                 | 1997        | 2040 - 2047    |
| Executioners                                  | 1993        | nespecificat.  |
| eXistenZ                                      | 1999        | nespecificat.  |
| Fahrenheit 451                                | 1966        | nespecificat.  |
| FAQ: Frequently Asked Questions               | 2004        | nespecificat.  |
| Final Fantasy: The Spirits Within             | 2001        | 2065           |
| First Spaceship on Venus                      | 1960        | 1985           |
| Flaming Ears                                  | 1992        | nespecificat.  |
| Forbidden Planet                              | 1956        | 2220           |
| Fortress                                      | 1993        | 2017           |
| Fortress 2: Re-Entry                          | 2000        | c. 2027        |
| Frank Herbert's Children of Dune              | 2003        | 21,295         |
| Frank Herbert's Dune                          | 2000        | 21,266         |
| Frankenstein 1970                             | 1958        | 1970           |
| Frankenstein Unbound                          | 1990        | nespecificat.  |
| Freejack                                      | 1992        | 2009           |
| Furia                                         | 1999        | nespecificat.  |
| The Cops and Robin                            | 1978        | nespecificat.  |
| Future Schlock                                | 1984        | nespecificat.  |
| Future War                                    | 1996        | nespecificat.  |
| Futuresport                                   | 1999        | 2025           |
| Futureworld                                   | 1976        | nespecificat.  |
| G.I. Joe: The Rise of Cobra                   | 2009        | nespecificat.  |
| Galaxina                                      | 1980        | c. 3001        |
| Gamer                                         | 2009        | 2034           |
| Gattaca                                       | 1997        | nespecificat.  |
| Genesis II                                    | 1973        | 1979 - 2133    |
| Ghost in the Shell                            | 1995        | c. 2029        |
| Ghost in the Shell 2: Innocence               | 2004        | 2032           |
| Ghosts of Mars                                | 2001        | 2176           |
| Godzilla vs. King Ghidorah                    | 1991        | 1992 - 2204    |
| Golem                                         | 1980        | nespecificat.  |
| Gorath                                        | 1962        | c. 1980        |
| H. G. Wells' The Shape of Things to Come      | 1979        | nespecificat.  |
| Habitat                                       | 1997        | nespecificat.  |
| Happy Accidents                               | 2000        | 2470           |
| Hardware                                      | 1990        | c. 2000        |
| Harley Davidson and the Marlboro Man          | 1991        | 1996           |
| Harrison Bergeron                             | 1995        | nespecificat.  |
| Health Warning                                | 1982        | nespecificat.  |
| Heartbeeps                                    | 1981        | nespecificat.  |
| Hellraiser: Bloodline                         | 1996        | 2127           |
| Highlander II: The Quickening                 | 1991        | 2024           |
| Highlander: The Search for Vengeance          | 2007        | nespecificat.  |
| Hungry for You                                | 1996        | unspec.        |
| I Am Legend                                   | 2007        | 2009 - 2012    |
| I, Robot                                      | 2004        | 2035           |
| I.K.U.                                        | 2001        | 2030           |
| Idiocracy                                     | 2006        | 2505           |
| Immortel (Ad Vitam)                           | 2004        | 2095           |
| Imposter                                      | 2002        | 2079           |
| In the Year 2889                              | 1967        | 2889           |
| Iron Sky                                      | 2011        | 2018           |
| It! The Terror from Beyond Space              | 1958        | 1973           |
| It's All About Love                           | 2003        | 2021           |
| Jason X                                       | 2002        | 2008 - 2455    |
| Jetsons: The Movie                            | 1990        | c. 2100        |
| Johnny Mnemonic                               | 1995        | 2021           |
| Journey to the Center of Time                 | 1967        | 6967           |
| Judge Dredd                                   | 1995        | 2139           |
| Just Imagine                                  | 1930        | 1980           |
| Kamikaze '89                                  | 1982        | 1989           |
| Kim Possible: A Sitch in Time                 | 2003        | nespecificat.  |
| La Jetée                                      | 1962        | nespecificat.  |
| La Mort en Direct                             | 1979        | nespecificat.  |
| La Sonambula                                  | 1998        | 2010           |
| Land of the Dead                              | 2005        | nespecificat.  |
| Le Dernier Combat                             | 1983        | nespecificat.  |
| Le Plus vieux métier du monde                 | 1967        | 2000           |
| Liquid Dreams                                 | 1991        | nespecificat.  |
| Lo Que Vendra                                 | 1988        | nespecificat.  |
| Logan's Run                                   | 1976        | 2274           |
| Lost In Space                                 | 1998        | 2058           |
| Love Story 2050                               | 2008        | 2050           |
| Macross Plus: The Movie                       | 1994        | 2040           |
| Mad Max 2: The Road Warrior                   | 1981        | 1986           |
| Mad Max: Beyond Thunderdome                   | 1985        | 2004           |
| Mad Max                                       | 1979        | 1984           |
| Malevil                                       | 1981        | c. 1999        |
| Mechanical Violator Hakaider                  | 1995        | nespecificat.  |
| Meet the Hollowheads                          | 1991        | nespecificat.  |
| Meet the Robinsons                            | 2007        | 2037           |
| Megaforce                                     | 1982        | nespecificat.  |
| Megaville                                     | 1990        | nespecificat.  |
| Memoirs of a Survivor                         | 1981        | nespecificat.  |
| Memories                                      | 1995        | 2092           |
| Memory Run                                    | 1996        | 2015           |
| Metropolis                                    | 2001        | nespecificat.  |
| Metropolis                                    | 1927        | 2027           |
| Millennium                                    | 1989        | c. 2989        |
| Mindwarp                                      | 1990        | 2037           |
| Minority Report                               | 2002        | 2054           |
| Mission to Mars                               | 2000        | 2020           |
| Moon                                          | 2009        | nespecificat.  |
| Moon 44                                       | 1990        | 2038           |
| Moon Child                                    | 2003        | 2014           |
| Moscow-Cassiopeia                             | 1973        | nespecificat.  |
| Mr. Nobody                                    | 2009        | 2092           |
| Mutant Chronicles                             | 2008        | 2707           |
| Mutant Hunt                                   | 1987        | nespecificat.  |
| My Sister's Keeper                            | 2009        | nespecificat.  |
| Mystery Science Theater 3000: The Movie       | 1996        | 3000           |
| Nabi                                          | 2001        | nespecificat.  |
| Natural City                                  | 2003        | 2080           |
| Nausicaä of the Valley of the Wind            | 1984        | c. 3000        |
| Nemesis                                       | 1993        | 2027           |
| Neon City                                     | 1992        | c. 2001        |
| New Rose Hotel                                | 1998        | nespecificat.  |
| Nightmare City 2035                           | 2007        | 2035           |
| Nirvana                                       | 1997        | nespecificat.  |
| No Escape                                     | 1994        | 2022           |
| Omega Cop                                     | 1990        | nespecificat.  |
| On the Beach                                  | 1959        | 1964           |
| On the Beach                                  | 2000        | 2007           |
| Open Your Eyes                                | 1997        | nespecificat.  |
| Origin: Spirits of the Past                   | 2006        | 2306           |
| Outland                                       | 1981        | nespecificat.  |
| Overdrawn at the Memory Bank                  | 1983        | nespecificat.  |
| Pandorum                                      | 2009        | nespecificat.  |
| Paprika                                       | 2006        | nespecificat.  |
| Paragraph 78, Punkt 1                         | 2007        | nespecificat.  |
| Paragraph 78, Punkt 2                         | 2007        | nespecificat.  |
| Parasite                                      | 1982        | 1992           |
| Patlabor 2: The Movie                         | 1993        | 2002           |
| Patlabor: The Movie                           | 1989        | 1999           |
| Paycheck                                      | 2003        | 2007           |
| Phoenix 2772                                  | 1980        | 2772           |
| Phoenix the Warrior                           | 1988        | nespecificat.  |
| Piroska és a Farkas                           | 1989        | 2000           |
| Pitch Black                                   | 2000        | 2578           |
| Planet Earth                                  | 1974        | 2133           |
| Planet of Dinosaurs                           | 1978        | nespecificat.  |
| Planet of the Apes                            | 1968        | 3955           |
| Planet of the Apes                            | 2001        | 2029 - 3002    |
| Plughead Rewired: Circuitry Man II            | 1994        | nespecificat.  |
| Point of No Return                            | 1993        | nespecificat.  |
| Prayer of the Rollerboys                      | 1991        | nespecificat.  |
| Predator 2                                    | 1990        | 1997           |
| Primal Scream                                 | 1986        | 1997           |
| Privilege                                     | 1967        | c. 1970        |
| Project Moonbase                              | 1953        | 1970           |
| Quintet                                       | 1979        | nespecificat.  |
| Race Against Time                             | 2000        | nespecificat.  |
| Rain Without Thunder                          | 1993        | nespecificat.  |
| Rebel Storm                                   | 1990        | 2099           |
| Red Planet                                    | 2000        | 2045           |
| Reign of Fire                                 | 2002        | 2008 - 2020    |
| Renaissance                                   | 2006        | 2054           |
| Repo! The Genetic Opera                       | 2008        | 2056           |
| Repo Men!                                     | 2010        | 2029           |
| Retrograde                                    | 2004        | 2204           |
| Returner                                      | 2002        | 2084           |
| Riki-Oh: The Story of Ricky                   | 1991        | 2001           |
| RoboCop 2                                     | 1990        | 2015           |
| RoboCop 3                                     | 1993        | 2020           |
| RoboCop                                       | 1987        | 2015           |
| Robot Jox                                     | 1990        | nespecificat.  |
| Robot Stories                                 | 2003        | nespecificat.  |
| Robot Wars                                    | 1993        | nespecificat.  |
| Robotech: The Movie                           | 1986        | nespecificat.  |
| Robots                                        | 2005        | nespecificat.  |
| Rock & Rule                                   | 1983        | nespecificat.  |
| Rollerball                                    | 1975        | 2018           |
| Rollerball                                    | 2002        | 2005           |
| Runaway                                       | 1984        | nespecificat.  |
| Saturn 3                                      | 1980        | nespecificat.  |
| Saviour of the Soul                           | 1991        | nespecificat.  |
| Sci-Fighters                                  | 1996        | 2009           |
| Screamers                                     | 1995        | 2078           |
| Serenity                                      | 2005        | 2517           |
| Sexmission                                    | 1984        | 1993 - 2043    |
| Shame                                         | 1968        | nespecificat.  |
| Shopping                                      | 1994        | nespecificat.  |
| Silent Running                                | 1972        | nespecificat.  |
| Sin: The Movie                                | 2000        | unspec.        |
| Sleep Dealer                                  | 2008        | nespecificat.  |
| Sleeper                                       | 1973        | 2173           |
| Sleeping Dogs                                 | 1977        | nespecificat.  |
| Sleeping Dogs                                 | 1998        | nespecificat.  |
| Slipstream                                    | 1989        | nespecificat.  |
| Solar Crisis                                  | 1990        | 2050           |
| Solarbabies                                   | 1986        | nespecificat.  |
| Solaris                                       | 1972        | nespecificat.  |
| Solaris                                       | 2002        | nespecificat.  |
| Soldier                                       | 1998        | 2013 - 2036    |
| Southland Tales                               | 2006        | 2008           |
| Soylent Green                                 | 1973        | 2022           |
| Space Men                                     | 1960        | c. 2001        |
| Space Truckers                                | 1996        | 2196           |
| Spaceballs                                    | 1987        | unspec.        |
| Spacehunter: Adventures in the Forbidden Zone | 1983        | c. 2101        |
| Speed Racer                                   | 2008        | 2072           |
| Split Second                                  | 1992        | 2008           |
| Stalker                                       | 1979        | unspec.        |
| Star Crystal                                  | 1986        | 2032           |
| Star Trek                                     | 2009        | 2233 - 2387    |
| Star Trek II: The Wrath of Khan               | 1982        | 2285           |
| Star Trek III: The Search for Spock           | 1984        | 2285           |
| Star Trek IV: The Voyage Home                 | 1986        | 2286           |
| Star Trek V: The Final Frontier               | 1989        | 2287           |
| Star Trek VI: The Undiscovered Country        | 1991        | 2293           |
| Star Trek: First Contact                      | 1996        | 2063 - 2373    |
| Star Trek: Generations                        | 1994        | 2371           |
| Star Trek: Insurrection                       | 1998        | 2375           |
| Star Trek: Nemesis                            | 2002        | 2379           |
| Star Trek: The Motion Picture                 | 1979        | 2273           |
| Starchaser: The Legend of Orin                | 1985        | 2985           |
| Stark                                         | 1993        | unspec.        |
| Starship Troopers                             | 1997        | nespecificat.  |
| Starship Troopers 2: Hero of the Federation   | 2004        | nespecificat.  |
| Starship Troopers 3: Marauder                 | 2008        | nespecificat.  |
| Star Quest: The Odyssey                       | 2009        | nespecificat.  |
| Steel Dawn                                    | 1987        | nespecificat.  |
| Steel Frontier                                | 1995        | nespecificat.  |
| Steel Justice                                 | 1992        | nespecificat.  |
| Stranded: Náufragos                           | 2002        | c. 2020        |
| Strange Days                                  | 1995        | 1999           |
| Strange New World                             | 1975        | c. 2155        |
| Sunshine                                      | 2007        | 2057           |
| Supernova                                     | 2000        | c. 2101        |
| Surrogates                                    | 2009        | 2017           |
| Tamala 2010: A Punk Cat in Space              | 2002        | 2010           |
| Tank Girl                                     | 1995        | 2033           |
| Teenage Caveman                               | 2002        | nespecificat.  |
| Teens in the Universe                         | 1974        | nespecificat.  |
| Terminal Justice                              | 1995        | nespecificat.  |
| Terminator 2: Judgment Day                    | 1991        | 1994 - 2029    |
| Terminator 3: Rise of the Machines            | 2003        | 2004           |
| Terminator Salvation                          | 2009        | 2018           |
| Test pilota Pirxa                             | 1978        | nespecificat.  |
| The 10th Victim                               | 1966        | nespecificat.  |
| The 6th Day                                   | 2000        | 2015.          |
| The Adventures of Pluto Nash                  | 2002        | 2080           |
| The Age of Stupid                             | 2009        | 2055           |
| Tumannost Andromedy                           | 1967        | 3000           |
| The Atlantis Interceptors                     | 1983        | 1994           |
| The Beach Party at the Threshold of Hell      | 2007        | 2097           |
| Der Große Verhau                              | 1971        | 2034           |
| The Black Hole                                | 1979        | 2130           |
| The Blood of Heroes                           | 1989        | nespecificat.  |
| The Book of Eli                               | 2010        | 2043           |
| The Chronicles of Riddick                     | 2004        | 2583           |
| The Creation of the Humanoids                 | 1962        | nespecificat.  |
| The Fifth Element                             | 1997        | 2263           |
| The Final Cut                                 | 2004        | nespecificat.  |
| The Fountain                                  | 2006        | 2500           |
| The Gene Generation                           | 2007        | nespecificat.  |
| The Handmaid's Tale                           | 1990        | nespecificat.  |
| The Ice Pirates                               | 1984        | nespecificat.  |
| The Illustrated Man                           | 1969        | nespecificat.  |
| The Island                                    | 2005        | 2019           |
| The Last Chase                                | 1981        | nespecificat.  |
| The Last Man on Earth                         | 1924        | 1960           |
| The Last Man on Earth                         | 1964        | 1968           |
| The Last Warrior                              | 2000        | nespecificat.  |
| The Lathe of Heaven                           | 1971        | 2002           |
| The Matrix Reloaded                           | 2003        | 2199           |
| The Matrix Revolutions                        | 2003        | 2199           |
| The Matrix                                    | 1999        | 2199           |
| The New Barbarians                            | 1982        | 2019           |
| The Omega Man                                 | 1971        | 1977           |
| The Postman                                   | 1997        | 2013           |
| The Princess Blade                            | 2001        | nespecificat.  |
| The Purifiers                                 | 2004        | nespecificat.  |
| The Road                                      | 2009        | 2019           |
| The Running Man                               | 1987        | 2017           |
| The Second Civil War                          | 1997        | nespecificat.  |
| The Secret Adventures of Tom Thumb            | 1993        | nespecificat.  |
| The Spirit of '76                             | 1990        | 2176           |
| The Terminator                                | 1984        | 2029           |
| The Thirteenth Floor                          | 1999        | 2024           |
| The Time Guardian                             | 1987        | 1988 - 4039    |
| The Time Machine                              | 1960        | 1966 - 802,701 |
| The Time Machine                              | 2002        | 2030 - 802,701 |
| The Time Travelers                            | 1964        | nespecificat.  |
| The Transformers: The Movie                   | 1986        | 2005           |
| The Vanguard                                  | 2008        | 2015           |
| The War in Space                              | 1977        | 1988           |
| The White Dwarf                               | 1995        | nespecificat.  |
| Things to Come                                | 1936        | 1940 - 2036    |
| Thomas in Love                                | 2000        | nespecificat.  |
| Thunderbirds                                  | 2004        | 2020           |
| THX 1138                                      | 1971        | nespecificat.  |
| Time Cop                                      | 1994        | 2004           |
| Time Kid                                      | 2003        | 12,003         |
| Time Troopers                                 | 1989        | nespecificat.  |
| Timestalkers                                  | 1987        | c. 2501        |
| Titan A.E.                                    | 2000        | 3028 - 3043    |
| Tokyo Gore Police                             | 2008        | nespecificat.  |
| Total Recall                                  | 1990        | 2084           |
| Trancers                                      | 1982        | 2247           |
| Treasure Planet                               | 2002        | nespecificat.  |
| Trouble in Mind                               | 1985        | nespecificat.  |
| Turkey Shoot                                  | 1982        | nespecificat.  |
| Twilight of the Dark Master                   | 1997        | 2089           |
| Ultraviolet                                   | 2006        | 2076           |
| Until the End of the World                    | 1991        | 1999           |
| V for Vendetta                                | 2006        | 2038           |
| Vampire Hunter D                              | 1985        | 12,090         |
| Vampire Hunter D: Bloodlust                   | 2000        | 12,090         |
| Vanilla Sky                                   | 2001        | 2151           |
| Venus Wars                                    | 1989        | 2089           |
| Vexille                                       | 2007        | 2077           |
| Virtual Combat                                | 1995        | nespecificat.  |
| Virtuosity                                    | 1995        | nespecificat.  |
| Voyage to the Prehistoric Planet              | 1965        | 2020           |
| WALL-E                                        | 2008        | 2105 - 2645    |
| War, Inc.                                     | 2008        | nespecificat.  |
| Warlords 3000                                 | 1993        | 3000           |
| Warriors of the Year 2072                     | 1984        | 2072           |
| Waterworld                                    | 1995        | nespecificat.  |
| Way...Way Out                                 | 1966        | 1989           |
| Wedlock                                       | 1991        | nespecificat.  |
| Westworld                                     | 1973        | nespecificat.  |
| Wing Commander                                | 1999        | nespecificat.  |
| Wizards                                       | 1977        | c. 2,004,977   |
| Woman in the Moon                             | 1929        | nespecificat.  |
| Wonderful Days                                | 2003        | 2140           |
| World Without End                             | 1956        | 2508           |
| Woundings                                     | 1998        | nespecificat.  |
| X                                             | 1996        | 1999           |
| X2: X-Men United                              | 2003        | 2013           |
| Xchange                                       | 2000        | nespecificat.  |
| X-Men                                         | 2000        | 2010           |
| X-Men: The Last Stand                         | 2006        | 2016           |
| Z.P.G.                                        | 1972        | nespecificat.  |
| Zabil Jsem Einsteina, Panove                  | 1970        | nespecificat.  |
| Zardoz                                        | 1974        | 2293           |
| Zenon: Girl of the 21st Century               | 1991        | 2049           |
| Zenon: The Zequel                             | 2001        | 2051           |
| Zenon: Z3                                     | 2004        | 2054           |
| Zombie Strippers                              | 2008        | 2016           |
| Zone 39                                       | 1996        | nespecificat.  |